# Incheon
Incheon, ufficialmente denominata Città metropolitana di Incheon (인천광역시?, 仁川廣域市?, Incheon gwang-yeoksiLR), è una città della Corea del Sud.
I primi accampamenti umani risalgono al periodo neolitico. In tempi moderni Incheon è diventata molto importante per la sua posizione, sull'estuario del fiume Han e come porto commerciale. All'epoca della fondazione, nel 1883 fu chiamata Chemulpo (제물포?, 濟物浦?), e aveva solo 4 700 abitanti.
Ora Incheon ha quasi tre milioni di abitanti ed è uno dei centri economici del paese assieme all'area Busan-Jinhae.
La superficie della città metropolitana è di 964,53 km² di cui il 21% è coltivato a risaie e il 44% è coperto da foreste e boschi.
È il porto più importante della costa occidentale coreana e la terza città più grande della Corea, dopo Seul e Busan, con una popolazione superiore ai due milioni e mezzo di unità alla fine del 2009.
L'agglomerato urbano di Incheon, considerata la sua prossimità con la capitale (e il fatto che le metropolitane cittadine dei due centri sono collegate e in continuità fra loro), è considerato parte dell'enorme Area metropolitana di Seul. Incheon rimane comunque una grande città di per sé e mantiene giurisdizione e amministrazione autonome rispetto a Seul. Dal punto di vista amministrativo è una città metropolitana autoamministrata con rango di provincia.

## Storia
Le prime informazioni riguardo Incheon provengono dai primi secoli dopo Cristo, durante il regno di Jangsu della dinastia Goguryeo, quando il sito aveva il nome di Michuhol. L'area subì diverse ridenominazioni, fino ad assumere il nome attuale nel 1413 durante il regno di Taejeong della dinastia Joseon. Il nome Jemulpo venne utilizzato a partire dall'apertura del porto all'occidente nel 1883.
Durante la Seconda guerra mondiale la città fu una base dell'Impero del Giappone.
Il 15 settembre 1950, truppe delle Nazioni Unite sbarcarono, durante la Guerra di Corea, nei pressi di Incheon dando così inizio all'omonima battaglia.
Incheon era inizialmente parte della regione Gyeonggi, ma ottenne lo status di Città autogovernata (ora metropolitana) il 1º luglio 1981.
Il 2014 vi si sono svolti i Giochi Asiatici.

## Geografia antropica

### Suddivisioni amministrative

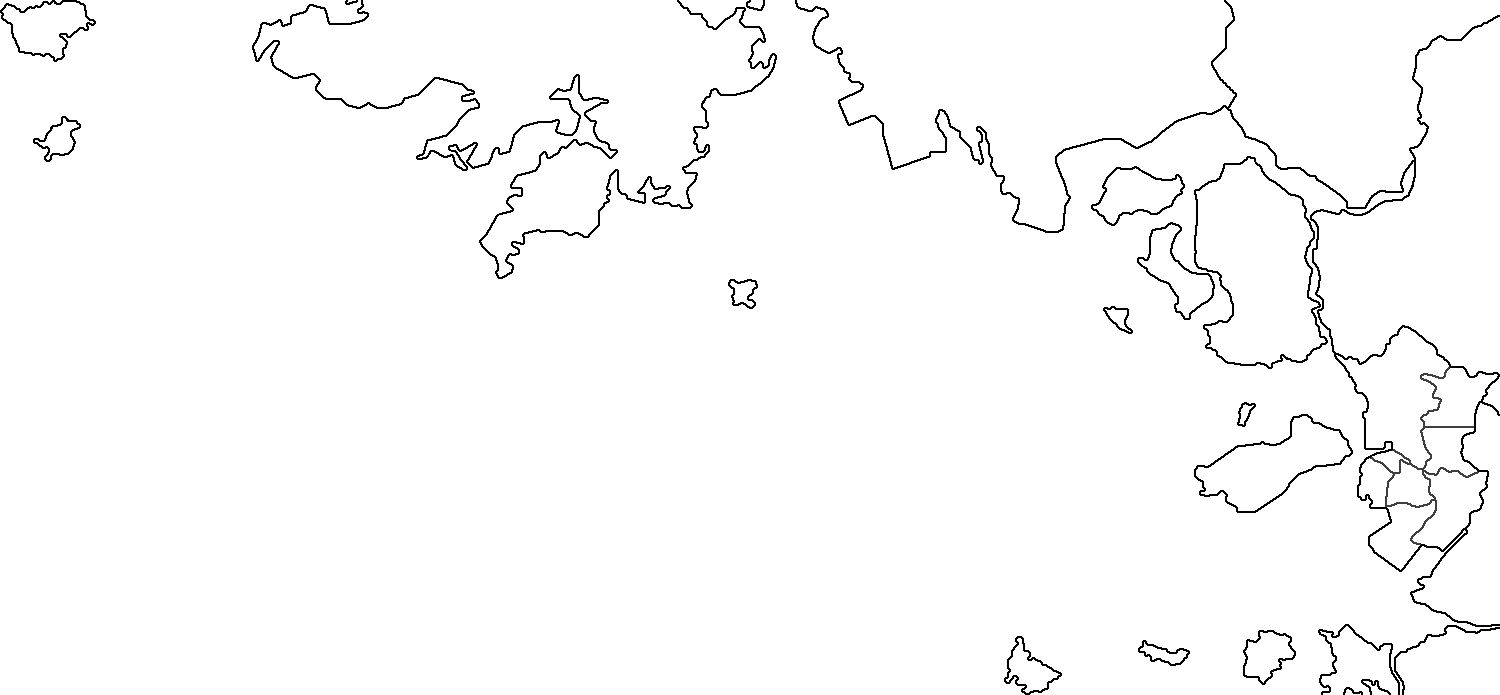
Divisioni amministrative di Incheon.

Incheon è divisa in 8 quartieri ("gu") e 2 contee ("gun").
- Bupyeong-gu (부평구; 富平區)
- Dong-gu (동구; 東區)
- Gyeyang-gu (계양구; 桂陽區)
- Jung-gu (중구; 中區)
- Michuhol-gu (미추홀구; 彌鄒忽區)
- Namdong-gu (남동구; 南洞區)
- Seo-gu (서구; 西區)
- Yeonsu-gu (연수구; 延壽區)
- Ganghwa-gun (강화군; 江華郡)
- Ongjin-gun (옹진군; 甕津郡)

## Monumenti e luoghi d'interesse
La zona di Bupyeong è una grande area di shopping, con un vasto centro commerciale sotterraneo contiguo alla stazione, dove le linee della metropolitana di Incheon si incontrano.
Ci sono anche molti monumenti, tra cui:
- Parco della libertà di Jayu -In questo parco si trovano la statua del Generale MacArthur e il memoriale del centenario delle relazioni USA e Coreane.
- A Incheon si trova, fra l'altro, l'unica Chinatown del paese, vicino al parco Jayu.[3]
- Wolmido - Qui si trova la Spiaggia Verde, uno dei punti in cui sbarcarono le truppe guidate dal generale MacArthur. È qui possibile camminare lungo un percorso, assaggiare tipici piatti di pesce crudo e divertirsi in un parco tematico.
- Memoriale dello Sbarco di Incheon - Un piccolo museo dedicato allo sbarco, con mostra di armi e oggetti provenienti dalla guerra.

Il governo di Incheon ha in programma una serie di restauri per la città antica.

## Amministrazione

### Gemellaggi
- Tel Aviv, dal 2000
- Anchorage

## Università
L'Università Inha (인하대학교(仁荷大學校)) iniziò la sua attività, come università privata di ricerca al centro della città di Incheon, Corea del Sud nel 1954, subito dopo la Guerra di Corea.
Inha è un istituto risultato spiritualmente dalla collaborazione coreano-americana, anche nel suo nome: il morfema "In" (인, 仁) proviene dalla città di Incheon e "Ha" (하, 荷) dalle Hawaii, Stati Uniti d'America.
Fondato come un politecnico, denominato Istituto della Tecnologia Inha(acronimo: IIT; Coreano, 인하공과대학, Inha Gonggwa Daehak, colloquialmente Inhagongdae), l'università è stata ottenere riconoscimento nazionale successivamente e la reputazione di ricerca tecnologica, e soprattutto il ruolo e la contribuzione degli alumni ingegneri per sviluppo industriale del paese.